# میمس
میمس (به عربی: میمس) یک منطقهٔ مسکونی در لبنان است که در شهرستان حاصبیا واقع شده‌است. میمس ۸۰۰ متر بالاتر از سطح دریا واقع شده‌است.